# Milena Karas

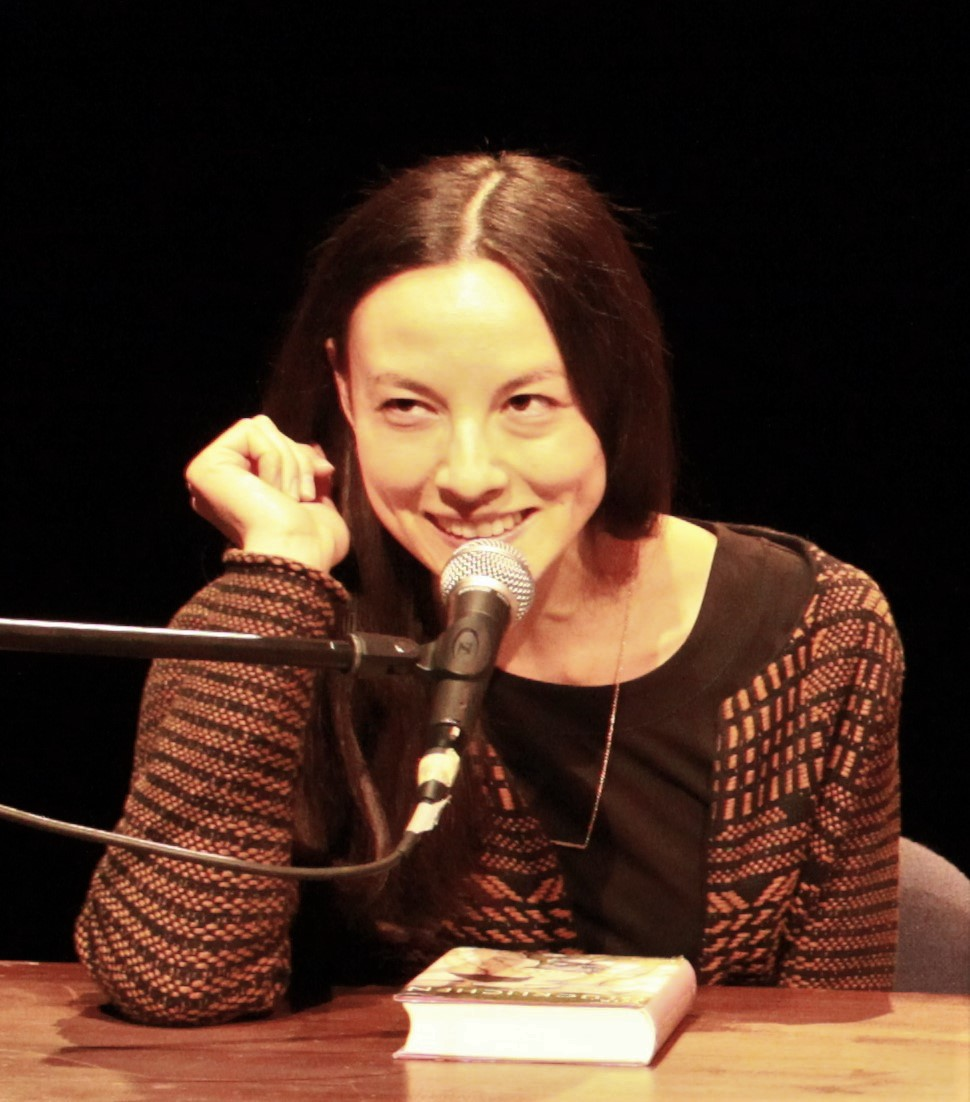
Milena Karas

Milena Karas (* 2. April 1982 in Köln) ist eine deutsche Schauspielerin, Synchronsprecherin, Hörspiel- und Hörbuchsprecherin.

## Leben
Karas nahm seit 2001 Schauspielunterricht und Method Acting bei Anita Ferraris und ging dann zu weiteren Studien an das Hamburger Schauspiel-Studio Frese, wo sie 2006 das Diplom der Bühnenreife ablegte. Seither ist sie in Fernseh- und Bühnenrollen sowie als deutsche Synchronstimme in Kino- und Spielfilmen tätig.
Seit Sommer 2009 ist Milena Karas in der ARD-Montagabendserie Geld.Macht.Liebe in der Rolle der zielstrebigen Staatsanwältin Grace Chang zu sehen.
Sie lebt in Köln und hat südostasiatische Wurzeln.

## Filmografie (Auswahl)
- 1998: Ein Fall für Zwei (ZDF)
- 2006: Extra 3 (NDR)
- 2006: Crash Kids – trust no one (HR/ARD)
- 2007: Wandel (HR)
- 2007: Mein Leben und ich (RTL)
- 2007: Dr. Psycho (ProSieben)
- 2008: Der kleine Mann (ProSieben)
- 2008–2009: Geld.Macht.Liebe (ARD)
- 2009: SOKO Köln Himmlische Jecken (ZDF)
- 2009: Tatort – Platt gemacht (ARD)
- 2010: Der letzte Bulle (Fernsehserie) – Folge: Gepflegter Tod
- 2010: Kreutzer kommt (ProSieben)
- 2011: Das Hochzeitsvideo (Kino)

## Sprechrollen (Auswahl)
Für Maaya Sakamoto:
- 2014–2015: Coppelion … als Shion Ozu
- 2015: Sekai Seifuku: World Conquest Zvezda Plot … als Kaori Hayabusa / White Falcon
- 2017–2018: Usagi Drop … als Masako Yoshii

Für Shizuka Ito:
- 2012: Jormungand … als Koko Hekmatyar
- 2014–2015: Shirobako … als Chiemi Doumoto
- 2016: Terra Formars … als Michelle K. Davis
- 2016–2017: Heavy Object … als Frolaytia Capistrano

Für Rina Satou:
- 2012: Blue Exorcist … als Shura Kirigakure
- 2014: Blue Exorcist: The Movie … als Shura Kirigakure
- 2017: Blue Exorcist: Kyoto Saga ... als Shura Kirigakure

Für Yu Aoi:
- 2013: Rurouni Kenshin … als Megumi Takani
- 2015: Rurouni Kenshin 2: Kyoto Inferno … als Megumi Takani
- 2015: Rurouni Kenshin 3: The Legend Ends … als Megumi Takani

### Animationsserien
- 2013–2014: La Storia della Arcana Famiglia … als Frau #2 (1.07), Katze Francesca und Jolly (Kind)
- 2013–2014: Magi – The Labyrinth of Magic … als Hakuei Ren
- 2014–2015: The Devil is a Part-Timer! … als Mayumi Kisaki
- 2015: Food Wars! Shokugeki no Soma … als Megumis Mutter
- 2015: DanMachi … als Hephaistos
- 2015–2016: Photo Kano … als Kazuyas Mutter
- 2015–2016: Girls und Panzer … als Erika Itsumi
- 2016: No Game No Life … als Jibril
- 2016: Undefeated Bahamut Chronicle … als Sania Lemist
- Seit 2016: My Hero Academia … als Momo Yaoyorozu
- 2017: Overlord … als Narberal Gamma

### Fernsehserien
- 2002–2003: Die Forsyte Saga … als Imogen
- 2009: Emma … als Jane Fairfax
- 2010: Valemont … als Melissa
- 2010: Die Weihnachtsgeschichte – Das größte Wunder aller Zeiten … als Leah
- 2012: Robin Hood … als Annie (1.04)
- 2012–2013: True Justice … als Mei (2.03)
- 2013–2018: Ripper Street … als Blush Pang (2.01)
- Seit 2013: Call the Midwife – Ruf des Lebens … als Bridget Cole (4.04), Julia Masterson (2.06), Shirley Redmond (1.04) und Stella Crangle (3.03)
- 2014–2017: Orphan Black … als Meera Kumar
- Seit 2015: Doctor Who … als Jagganth Daiki-Nagata (9.09)
- Seit 2018: Elven – Fluss aus der Kälte ... als Mia Holt

### Filme
- 2007: Strange Circus … als Mayumi
- 2007: The Place Promised In Our Early Days … als Maki Kasahara
- 2007: College Animals 2 … als Violet
- 2009: Ong-Bak 2 … als Pim
- 2009: Mind Game … als Yan
- 2010: Survival of the Dead … als Tomboy
- 2010: Summer Wars … als Kazuma Ikezawa
- 2010: Solitary Man … als Maureen
- 2011: The Legend of Goemon … als Chacha Asai
- 2011: Die Schrift des Todes … als Pen Si
- 2014: Der kleine Medicus – Bodynauten auf geheimer Mission im Körper … als Marie
- 2016: Train to Busan … als Seong-kyeong
- 2016: Frankenstein – Das Experiment … als Wanda
- 2016: Assassination Classroom – Teil 1 … als Aguri Yukimura
- 2016: Baahubali: The Beginning … als Avanthika
- 2017: A Silent Voice … als Miyako Ishida
- 2017: Cutie Honey: Tears … als Rukia
- 2017: Das Belko Experiment … als Leandra Florez
- 2017: Girls und Panzer: Der Film … als Erika Itsumi
- 2017: Leatherface … als Clarice
- 2018: No Game No Life Zero … als Jibril
- 2018: Day of the Dead: Bloodline … als Zoe Parker
- 2018: Bad Samaritan – Im Visier des Killers … als Katie
- 2019: Her Blue Sky … als Akanes Kollegin

## Theater (Auswahl)
- 2004: Vergnügliches Leben – Hamburger Kunsthalle
- 2005: Liebelei – Universität Hamburg
- 2005: Die Wahrheit ist ein Messer – Diplominszenierung Schauspiel-Studio Frese
- 2007: Krabat – Theater Combinale Lübeck
- 2008: Hanni und Nanni – Theater Combinale Lübeck

## Hörbücher & Hörspiele (Auswahl)
- 2016: The Club 1 - Flirt (Lauren Rowe), der Hörverlag
- 2018: Save Me – Maxton Hall Reihe 1 von Mona Kasten, Lübbe Audio & BookBeat (mit Michael-Che Koch)
- 2018: Save You – Maxton Hall Reihe 2 von Mona Kasten Lübbe Audio, 2018 Lübbe Audio
- 2018: Save Us – Maxton Hall Reihe 3 von Mona Kasten Lübbe Audio, 2018 Lübbe Audio
- 2019: Blackwood – Briefe an mich von Britta Sabbag, der Audio Verlag
- 2021: Trüffelgold (Ein Périgord-Krimi 1), Julie Dubois Lübbe Audio, 2021
- 2022: Du Wunder! – Warum Mütter perfekt sind, wie sie sind (Anne Klesse), Lübbe Audio
- 2023: Lorbeerglanz (Ein Périgord-Krimi 3, Julie Dubois), Lübbe Audio, ISBN 978-3-7540-0803-4
- 2024:  Rebecca F. Kuang: Yellowface (Roman), Lübbe Audio/Audible, ISBN 978-3-7540-1232-1 (Hörbuch-Download)
- 2024: Charles Kindinger: Moriarty. Ein teuflisches Spiel (Audible-Hörspiel, mit Christoph Maria Herbst, Thomas Schmuckert & Anne Düe)
- 2024: J.K. Rowling & Evanna Lynch: Aus dem Zaubererarchiv, Pottermore Publishing & Audible (Lesung, u. a. mit Christoph Maria Herbst & Christian Zeiger)
- 2025: Michael Peinkofer: Holly Holmes und das magische Detektivbüro - Zweiter Fall: Das Geisterschiff, Lübbe Audio, ISBN 978-3-7540-1790-6 (Hörbuch Download)